# Thetidia gigantea
Thetidia gigantea là một loài bướm đêm trong họ Geometridae.